# Aktedrilus longitubularis
Aktedrilus longitubularis är en ringmaskart som beskrevs av Finogenova och Shurova 1980. Aktedrilus longitubularis ingår i släktet Aktedrilus och familjen glattmaskar. Inga underarter finns listade i Catalogue of Life.